# مغامرات سارة جين
مغامرات سارة جاين (بالإنجليزية: The Sarah Jane Adventures) هو مسلسل تلفزيوني بريطاني من إنتاج بي بي سي على يد راسيل تي ديفيز وقد تم افتتاح المسلسل بحلقة لمدة 90 دقيقة في 1 يناير 2007 بعنوان (غزو البين) وتبعته باقي السلسلة في 24 سبتمبر 2007

## قصة المسلسل
لعبت الصحفية «سارة جين سميث» بطولة الأحداث، حيث تقوم بمغامرات متوالية في مواجهة القوى الشريرة؛ سعيًا منها إلى إنقاذ العالم، ويشاركها هذه المغامرات ابنها بالتبني «لوك»، وجارتها «ماريا جاكسون»، و«كلايد لانجر»، و«راني شاندرا»، إضافة إلى مساعدة دكتور هو، والروبوت «كيه- ناين».
تدخل «سارة جين» ورفاقها تحديات مثيرة، وتمر بمواقف صعبة، فما هي الخطط التي يتبعونها؟ وكيف ينجحون في هزيمة القوى الشريرة التي تسعى إلى السيطرة على العالم؟

## الشخصيات
سارة جين سميث : صحفية مغامرة، تدخل تحديات مثيرة لإنقاذ العالم من القوى الشريرة وتمتلك شجاعة نادرة، ولديها فضول وحب استطلاع كبيران وتسافر عبر العالم، وتسعى لكشف الأسرار الغامضة والألغاز المحيرة وتقوم مع رفاقها بمواجهة الأشرار والأعداء بشتى الطرق والأسلحة وهي لا تهتم بما تلاقيه من متاعب وما تواجهه من مشكلات، إيمانًا منها بتحقيق الهدف الذي تسعى إلى تحقيقه، وهو حماية العالم من الأشرار.
لوك سميث : ابن بالتبني لبطلة أحداث المسلسل الصحفية «سارة جين سميث» ويشارك أمه بالتبني ما تخوضه من مغامرات مثيرة وتحديات صعبة، في مواجهة القوى الشريرة ويتمتع بالنشاط والحيوية، ويمتلك قدرة عقلية نادرة وهو سريع التعلم، وفائق الذكاء، الأمر الذي يؤهله دائمًا للتغلب على كثير من المشكلات، وحل الأسرار والمواقف الغامضة.
كلايد لانغر : فتى واثق من نفسه، يتمتع بقدرات تمكنه من لعب دور قيادي وإيجابي، يكون في أقصى درجات سعادته عندما ينجح في هزيمة أحد الأشرار الراغبين في السيطرة على العالم، يحب كرة القدم، ويمتلك حسًّا فنيًّا، ولذلك يبدو دائمًا هادئًا ولطيفًا، يمثل مع كل من «سارة جين» و«لوك» و«راني» فريقا قويًّا متحدًا لا يُستهان به.
رانى : - فتاة ماهرة ذكية، محبة للمغامرات، تود أن تصبح صحفية مثل «سارة جين» وهي لطيفة جدًّا، تتصف بالجرأة وحب الاستطلاع، وتعتبر «سارة جين» مثلها الأعلى وترافق «سارة جين» خلال مغامراتها المثيرة، وجولاتها الصحفية المتنوعة وهي تشبه «لوك» إلى حد كبير، حيث يتصفان بالذكاء، والفضول، والرغبة الدائمة في التعلم وهي معجبة بـ «كلايد»؛ لأنه لطيف وهادئ، ومتمرد في بعض الأحيان.
الدكتور هو : ينتمي إلى كوكب «جاليفري»، ويبلغ عمره تقريبًا ألف عام وهو يتمتع بقدرات خارقة، ويستطيع تجديد نفسه إذا ما تعرض جسمه للخطر وهو يسافر عبر الزمن والفضاء في مركبته الفضائية، ويسخر طاقته لمحاربة قوى الشر ويرى أن «سارة جين» أقرب أصدقائه، حيث يجمعهما هدف واحد، هو محاربة الأشرار؛ سعيا إلى إنقاذ العالم وقدم الروبوت «كيه ناين» كهدية لـ«سارة جين»، تعبيرًا عن تقديره واعتزازه بصداقتها.
كيه 9 : - روبوت أهداه «ذا دكتور» إلى «سارة جين» ونقطة ضعفه هي مياه البحر وهو وفيٌّ جدًّا لصاحبته «سارة جين»، ولا يدخر جهدًا في إنقاذها مما تتعرض له من صعاب ومشكلات ويقدم الكثير من المساعدات لـ«سارة جين»، خلال مغامراتها في مواجهة القوى الشريرة وتقدر له «سارة جين» مساعدته الدائمة لها، وترى أنه من الصعب عليها الاستغناء عنه.
ماريا : جارة «سارة جين»، وصديقتها التي ترافقها خلال مغامراتها المثيرة في مواجهة الأشرار وتغيرت حياتها تمامًا بعد التعرف على «سارة جين»، حيث أصبحت محبة للمغامرات، بعد أن تفتحت عيناها على هذا العالم المليئ بالأسرار والغموض وقد تلقى والدها عرضا للعمل في الولايات المتحدة الأمريكية؛ فانتقلت معه إلى واشنطن، ولكنها ظلت على اتصال بأصدقائها طوال الوقت، وأظهرت استعدادها لتقديم المساعدة لهم كلما أمكنها ذلك.
جيتا : والدة «راني»، الفتاة التي تعتبر «سارة جين» مثلها الأعلى، وتحلم بأن تصبح صحفية مثلها وهي سيدة أعمال تتمتع بقوة الشخصية، والثقة في النفس، والاستقلالية وتمتلك وتدير محلاً للزهور، وهي تحب «سارة جين» كثيرًا، وتقدر مساعدتها لابنتها كي تصبح صحفية وهي شخصية محبوبة، على الرغم من ميلها للسيطرة في بعض الأحيان، وتدخلها في أمور لا علاقة لها بها.
آلان : والد «ماريا» الحنون، الذي يعتني بها عناية فائقة، خاصة بعد انفصاله عن والدتها ويسود الود علاقته بابنته، وتسعى «سارة جين» إلى أن تكون علاقتها بابنها «لوك» كذلك ويعمل في مجال تقنية المعلومات، ويحيا مع ابنته «ماريا» حياة راقية مرفهة وعند علمه بمهمة «سارة جين» وابنته وأصدقائهما، أظهر استعدادًا كبيرًا لمساعدتهم، وأصبح عضوًا غير رسمي بالفريق.

## روابط خارجية
- مغامرات سارة جين على موقع IMDb (الإنجليزية)
- مغامرات سارة جين على موقع ميتاكريتيك (الإنجليزية)
- مغامرات سارة جين على موقع كينوبويسك (الروسية)
- مغامرات سارة جين على موقع ألو سيني (الفرنسية)
- مغامرات سارة جين على موقع قاعدة بيانات الفيلم (الإنجليزية)